# Andrzej Aleksander Włodarczyk
Andrzej (Aleksander) Włodarczyk, także jako André (Alexandre) Wlodarczyk (ur. 25 listopada 1944 w Gnatowicach, pow. Sochaczewski – obecnie Powiat Warszawski Zachodni) – japonista, lingwista-informatyk, badacz europejskich (franko-kantabryjskich) malowideł ściennych, poeta.

## Życiorys
Dzieciństwo (prawie całe pierwsze dziesięć lat) spędził we Wrocławiu, a następnie w Teresinie (k/Sochaczewa) i w Warszawie. Od 1969 żyje w Paryżu. Posiada dwa obywatelstwa: polskie i francuskie.
Studiował na wydziałach japonistyki w École Nationale des Langues Orientales – INALCO i Université Denis Diderot – Paris 7 oraz lingwistyki ogólnej na Université Paris René Descartes – Paris 5. Studia te zostały uwieńczone doktoratem (doctorat de 3e cycle) w 1977 oraz habilitacją (doctorat d’État) w 1987 na wydziale japonistyki uniwersytetu Denis Diderot (Paris 7).
W latach 1979–1992 pracował naukowo w Centre National de la Recherche Scientifique – CNRS, później wykładał na uniwersytetach Stendhal – Grenoble 3 (1992–2000) i Charles de Gaulle – Lille 3 (2000-2011). Ponadto w latach (2000-2011) prowadził badania lingwistyczne na uniwersytecie Paris-Sorbonne (Paris 4).

## Działalność naukowa

### Struktura języka japońskiego
Wydał 7 tomów Travaux de linguistique japonaise oraz był redaktorem specjalnego numeru kwartalnika „Langages” (Larousse, 1982) poświęcony lingwistyce japońskiej. Opracował książkę Paris Lectures in Japanese Linguistics (Kuroshio Pub. Co, Tokio 2005), na którą złożyły się materiały z konferencji lingwistów i informatyków – specjalistów od przetwarzania języka japońskiego. Współredagował również książki Japanese Linguistics – European Chapter (Kuroshio Pub. Co, Tokio 2007), przy współpracy Viktorii Eschbach-Szabo i Yoshihiko Ikegami. Jego badania nad strukturą języka japońskiego obejmowały następujące zagadnienia:
- opozycje gramatyczne, podstawowe składniki syntaktyczne (Major Phrases)
- podstawowe składniki wypowiedzi
- podwaliny dla teorii MIC (|Meta-informative Centering)
- gramatyczne formy grzeczności oraz kategoria osoby

### Metainformacja w wypowiedzi
Jest autorem nowej teorii lingwistycznej upowszechnianej pod akronimem MIC (Meta-Informative Centering theory). Teoria ta powstała w pewnym sensie w wyniku uogólnienia badań nad strukturą wypowiedzeń j. japońskiego. Obecnie – jako rozszerzenie MIC-u – powstają także podstawy nowej teorii semantyki sytuacji (AS – Associative Semantics) dla opisu języków naturalnych. Jest to oryginalne połączenie semantyki z pragmatyką w lingwistyce ogólnej.

### Gramatyka rozproszona
Przy współpracy naukowej Hélène Wlodarczyk, teoria MIC została poszerzona. Następnie teoria MIC była upowszechniana pod nazwą Programu gramatyki rozproszonej (Distributed Grammar Program – DG), obejmującej problemy tak predykacji językowej, jak i teorii wypowiedzi znanej pod nazwą “teorii stryktury informacyjnej” (Information Structure), a po opracowaniu teorii semantyki sytuacyjnej (Associative Semantics – AS), możliwym się stało wyjaśnienie zasadniczych zagadnień znanych pod nazwą “struktura argumentów” (Argument Structure).

### Lingwistyka interaktywna
Badania metodologiczne dotyczą modelowania różnych zjawisk przy użyciu pojęć i narzędzi informatycznych, a przede wszystkim procedury interaktywnej składającej się z czterech, powtarzanych cyklicznie, etapów: abstrakcji, formalizacji, symplifikacji i weryfikacji w kontekście informatycznym.
Lingwistyka interaktywna jest metodą badawcza polegającą na stosowaniu narzędzi informatycznych, które pochodzą z dziedziny zajmującej się wydobywaniem wiedzy z baz danych (Knowledge Discovery in Databases – KDD). A. Włodarczyk jest współautorem (wraz z Georges Sauvet) platformy komputerowej SEMANA, w której zebrane zostały dziesiątki algorytmów służących do budowy baz danych oraz do poddawania ich tak przetwarzaniom symbolicznym, jak i obliczeniom statystycznym.

### Semiologia malowideł ściennych
Struktura prehistorycznych jaskiniowych malowideł ściennych
Stosując komputerowe techniki analizy danych oraz automatycznego wydobywania wiedzy do wytworów pierwotnej sztuki przede wszystkim w formie malowideł ściennych w jaskiniach Andrzej Włodarczyk i Georges Sauvet wykazali istnienie systemów pojęć (wierzeń). Ta artystyczna tradycja trwała bez znacznych zmian aż do końca epoki lodowcowej, tj. przez ponad 20 tysięcy lat pomimo istotnych zmian w narzędziach (obróbce krzemienia, kości i poroża).

## Twórczość literacka (1970-1985)
Na rok przed wyjazdem z Polski Włodarczyk brał udział w pracach redakcyjnych zeszytów „Orientacja”, ale jego debiutowy esej pt. Zmierzch słowa ukazał się w tym piśmie w roku 1970 już po opuszczeniu kraju. W tym samym czasie ukazało się także (pod pseudonimem André Vouaudart) jego pierwsze opowiadanie pt. Aldona w londyńskim czasopiśmie „Orzeł Biały”, a w lutym 1975 r. debiutował poetycko w „Oficynie Poetów” tryptykiem zatytułowanym Dojrzewania I, II, III.
W maju 1975 r. ukazał się pod redakcją i w opracowaniu Andrzeja Włodarczyka specjalny numer „Oficyna Poetów i Malarzy” w całości poświęcony Japonii. Następnie Włodarczyk współpracował przede wszystkim z londyńskim tygodnikiem emigracyjnym „Wiadomości”, gdzie ogłaszał zarówno swoje własne utwory poetyckie, jak i przekłady poezji japońskiej i francuskiej. Wśród autorów, jakich utwory Włodarczyk tłumaczył na język polski figurują takie nazwiska jak: Y. Kawabata, Y. Mishima, R. Akutagawa, S. Hagiwara, R. Tamura, M. Ooka (z języka japońskiego) oraz P. Eluard, E. Triolet, J. Malrieu, B. Noël, F. Venaille (z języka francuskiego). Swą „czasopiśmienniczą” działalność translatorską Włodarczyk często uzupełniał krytyką literacką, eseistyką i wywiadem.
W latach (1970-1985) pisał wiersze oraz tłumaczył utwory literatury przede wszystkim japońskiej na polski i francuski oraz polskiej na francuski. Warto także nadmienić, że za inicjatywę ufundowania polsko-francuskiego czasopisma artystyczno-poetyckiego „Wieloczas – Le Temps Pluriel” nazwisko Andrzeja Włodarczyka zostało „wpisane do indeksu osób niepożądanych w PRL na okres od dnia 26 maja 1983 do odwołania. Dokumenty IPN Persona Non Grata w PRL „Nowe antypolskie czasopismo w Paryżu”.
W latach 1980–1982 (tj. po zniknięciu „Wiadomości” z półek księgarskich) Włodarczyk należał do komitetu redakcyjnego francuskiego kwartalnika poetyckego „Phréatique”, w którym ogłaszał m.in. własne utwory poetyckie i refleksyjne (bądź napisane po francusku bądź też w przekładzie własnym z polskiego), czasem pod pseudonimem André VAL D’ARC. Przygodnie tłumaczył też na j. francuski poezję polską, japońską i angielską oraz prezentował po francusku współczesną twórczość poetycką Polski, Grecji i Japonii w rubryce Poésie du Monde pisma „Phréatique”. Kilka jego przekładów z japońskiego na francuski znalazło się również w antologii współczesnej poezji japońskiej wydanej przez Gallimard (Paryż 1986).
W roku 1983 ukazały się z inicjatywy Andrzeja Włodarczyka dwa zeszyty dwujęzycznego (polsko-francuskiego) kwartalnika artystyczno-poetyckiego „Wieloczas – Le Temps Pluriel”, w którym obok takich nazwisk jak J. Brzękowski, T. Karpowicz, T. Jot, J. Marty i E. Dusza, Włodarczyk również opublikował kilka własnych utworów i przekładów.
Również w 1983 r. część utworów poetyckich Andrzeja Włodarczyka została zebrana w wersji dwujęzycznej (polsko-francuskiej) w tomie pt. Wczorajsze rany i dzisiejsze – Les Plaies d’hier et d’aujourd’hui (Editions du Temps Pluriel). Książka opatrzona dwoma przedmowami (Jana Brzękowskiego i Jean-Pierre’a Faye’a) zawierała także kilka postulatów programowych wobec poezji pt. Na osi znaku – luźne kartki na temat poezji oraz dwie noty krytyczne (Magdaleny Szybist i Marii Delaperrière). W roku 1984 kilka wierszy Włodarczyka ukazało się w przekładzie na język japoński w tokijskim kwartalniku poetyckim Sanjushi (Trzech muszkieterów) w wyborze i tłumaczeniu poety japońskiego INOUE Teruo na podstawie wersji francuskiej.
Po zawieszeniu wydawania „Wieloczasu” Włodarczyk publikował przez następnych kilka lat swoje utwory i przekłady w amerykańskiej Gwieździe Polarnej (Stevens Point), które przyciągnęło wtedy wielu pisarzy emigracyjnych.
Był członkiem dwóch polskich emigracyjnych towarzystw literackich: Związek Pisarzy Polskich na Obczyźnie (Londyn) oraz Towarzystwo Historyczno-Literackie (Paryż). Po raz pierwszy pojawił się w Kraju (w Warszawie) od czasu „Solidarności” dopiero w 1991 r. na zaproszenie SPP (Stowarzyszenia Pisarzy Polskich). Od roku 2013 jest członkiem Stowarzyszenia Wolnego Słowa.

### Krytyka, eseistyka i przekład literacki
Działalność poetycką i translatorską na łamach prasy Włodarczyk często uzupełniał znikomą ilościowo krytyką literacką, eseistyką i wywiadem. Większość jego publikacji tego rodzaju dotyczy literatury i kultury japońskiej. Włodarczyk współredagował francuski kwartalniki poetycki „Phréatique”, w którym ogłaszał przede wszystkim własne utwory poetyckie i refleksyjne. Tłumaczył też na j. francuski poezję polską, japońską i angielską oraz prezentował po francusku współczesną twórczość poetycką Polski, Grecji i Japonii w rubryce „Poésie du Monde” pisma „Phréatique”.

## Publikacje
- Politesse et Personne – le japonais face aux langues occidentales, wstęp Claude’a Hagège, Paris: Éditions L’Harmattan, Paris 1996.

Publikacje zbiorowe
- Travaux de linguistique japonaise, Paris: Université de Diderot (Paris 7), 1977-1997 – 7 tomów (4-10):
  - 1977, IV, Recherches en syntaxe
  - 1978, V, Phonologie du japonais standard
  - 1982, VI, Syntaxe et sémantique Dialectologie
  - 1984, VII, Énonciation et sens – Etudes contrastives – Linguistique et poétique
  - 1986, VIII, Actes du 4e colloque d’études japonaises
  - 1991, IX, Description systématique de la grammaire Japonaise – Grammaire de Mizutani Shizuo
  - 1997, X, Langue – Ordinateur – Mentalité (en collaboration avec ISHIWATA Toshio)[11]
- Revue trimestrielle „Langages”, Éditions Larousse, 1982, nr 68: La Linguistique Japonaise[12]
- Paris Lectures in Japanese Linguistics, Tokyo: Éditions Kurosio, 2005
- La Focalisation dans les langues, seria Sémantiques, praca zbiorowa pod redakcją André & Hélène Wlodarczyk, Paris: L’Harmattan, Paris, 2006
- Japenese Linguistics – European Chapter, we współpracy z Vikt’jorią Eschbach-Szabo i Yoshihiko Ikegami, Tokyo: Éditions Kurosio, 2007
- Meta-informative Centering in Utterances – Between Semantics and Pragmatics, praca zbiorowa pod redakcją André Włodarczyk & Hélène Włodarczyk, John Benjamins Publishing Co., 2013[13]